# Estadio Alfredo Víctor Viera
Das Estadio Alfredo Victor Viera ist ein Stadion in der uruguayischen Hauptstadt Montevideo im dortigen Stadtviertel Prado. Es wurde im Jahre 1933 erbaut und fasst heute 12.500 Zuschauer.
Es wird zurzeit hauptsächlich als Fußballstadion genutzt. Der Fußballverein Montevideo Wanderers trägt hier seine Heimspiele aus. Die vier Tribünen des Stadions tragen die Namen der folgenden ehemaligen Fußballspieler des Vereins: Obdulio Varela, René "Tito" Borjas, Jorge "Chifle" Barrios und Cayetano Saporiti.